# Pont Le Gardeur
Pour les articles homonymes, voir Le Gardeur (homonymie).
Le pont Le Gardeur, officiellement pont Jean-Baptiste-Legardeur depuis 2020, est un pont routier qui relie les villes de Montréal et de Repentigny en enjambant la rivière des Prairies. Il relie ainsi les régions administratives de Montréal et de Lanaudière.

## Description

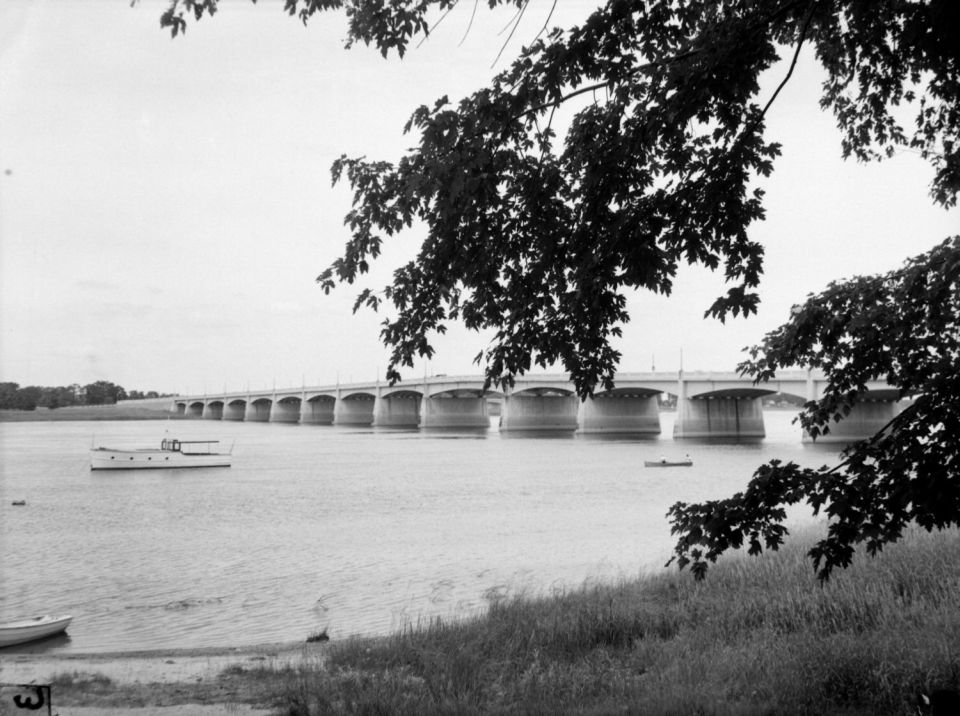
Le pont en 1948

Le pont est emprunté par la route 138. Il est en fait composé de deux structures distinctes, deux séparées par une chaussée en courbe de 650 m qui traverse l'île Bourdon. Le premier pont, reliant Montréal à l'île Bourdon, mesure 590,6 m, et le deuxième, qui relie l'île à Repentigny, mesure 332,8 m.
Les deux ponts ainsi que la chaussée qui les séparent comportent quatre voies de circulation, soit deux dans chaque direction, qui sont séparées par une ligne médiane. Une piste cyclable est également présente du côté sud du pont. Enfin, le pont est, qui relie l'île Bourdon à Repentigny, comporte une voie réservée aux autobus en direction est.
Chaque jour, environ 24 000 véhicules empruntent le pont, soit un peu moins de 8,8 millions de véhicules par année.

## Reconstruction
Le pont a été entièrement reconstruit en 2001 et 2002 par la société d'ingénierie Dessau, qui fut chargée de la réalisation des plans et devis et de la supervision des travaux. Le responsable des travaux fut l'entrepreneur Pomerleau. Les coûts de cette reconstruction furent d'environ 26 millions de dollars.

## Toponymie
Le pont fut nommé en mémoire de Pierre Legardeur (1600–1648), général de la Nouvelle-France et premier seigneur de Repentigny. Il relie, à chacune de ses extremités, une rue nommée « Rue Notre-Dame ». En 2020, le pont est renommé « Pont Jean-Baptiste-Legardeur » à l'occasion du 350e anniversaire de la ville de Repentigny.